# Jabari Walker
Jabari Dominic Walker (Wichita, Kansas; 30 de julio de 2002) es un jugador de baloncesto estadounidense que pertenece a la plantilla de los Portland Trail Blazers de la NBA. Con 2,01 metros de estatura, juega en la posición de ala-pívot. Es hijo del que fuera también profesional en la NBA durante diez temporadas Samaki Walker.

## Trayectoria deportiva

### Instituto
Walker jugó al baloncesto en la Escuela Campbell Hall en Los Ángeles, California durante tres años. Para su temporada sénior, fue transferido al AZ Compass Prep en Chandler, Arizona. En su último año, promedió 13 puntos, 8 rebotes y 1,5 tapones por partido.

### Universidad
Jugó dos temporadas con los Buffaloes de la Universidad de Colorado, en las que promedió 11,5 puntos y 7,2 rebotes por partido. Como estudiante de primer año promedió 7.6 puntos y 4.3 rebotes por partido, ganando los honores del mejor quinteto freshman de la Pac-12 Conference.
Como estudiante de segundo año promedió 14,6 puntos y 9,4 rebotes por partido y fue incluido en el mejor quinteto de la Pac-12 Conference. El 30 de marzo de 2022 se declaró elegible para el draft de la NBA mientras mantenía su elegibilidad universitaria. Más tarde firmó con un agente, renunciando a su elegibilidad restante.

#### Estadísticas
| Año     | Equipo   | PJ | PT | MPP  | %TC  | %3P  | %TL  | RPP | APP | ROB | TPP | PPP  |
| ------- | -------- | -- | -- | ---- | ---- | ---- | ---- | --- | --- | --- | --- | ---- |
| 2020–21 | Colorado | 26 | 0  | 14.2 | .526 | .523 | .778 | 4.3 | .5  | .5  | .5  | 7.6  |
| 2021–22 | Colorado | 33 | 33 | 28.1 | .461 | .346 | .784 | 9.4 | 1.2 | .7  | .7  | 14.6 |
| Total   | Total    | 59 | 33 | 22.0 | .479 | .399 | .783 | 7.2 | .9  | .6  | .6  | 11.5 |

### Profesional
Fue elegido en la quincuagésimo séptima posición del Draft de la NBA de 2022 por los Portland Trail Blazers. El 13 de julio firmó un contrato de novato estándar con la franquicia.

## Estadísticas de su carrera en la NBA

### Temporada regular
| Año     | Equipo   | PJ  | PT | MPP  | %TC  | %3P  | %TL  | RPP | APP | ROB | TPP | PPP |
| ------- | -------- | --- | -- | ---- | ---- | ---- | ---- | --- | --- | --- | --- | --- |
| 2022-23 | Portland | 56  | 0  | 11.1 | .419 | .286 | .756 | 2.3 | .6  | .2  | .2  | 3.9 |
| 2023-24 | Portland | 72  | 23 | 23.6 | .460 | .295 | .754 | 7.1 | 1.0 | .6  | .3  | 8.9 |
| 2024-25 | Portland | 60  | 1  | 12.5 | .515 | .389 | .690 | 3.5 | .6  | .6  | .1  | 5.2 |
| Total   | Total    | 188 | 24 | 16.3 | .465 | .318 | .739 | 4.5 | .8  | .5  | .2  | 6.2 |